# Krosno Odrzańskie (gmina)
Krosno Odrzańskie – gmina miejsko-wiejska w województwie lubuskim, w powiecie krośnieńskim. W latach 1975–1998 gmina położona była w województwie zielonogórskim.
Siedziba gminy to Krosno Odrzańskie.
Według danych z 30 czerwca 2004 gminę zamieszkiwało 18 610 osób.

## Geografia
Na budowę geologiczną obszarów gminy składają się osady trzeciorzędowe (iły, mułki) o miąższość 100–120 m oraz wierzchnie warstwy osadów czwartorzędowych o miąższości 20–40 m. Istotny element stanowią doliny rzek Odry i Bobru oraz rynny subglacjalne zajmujące około 35–40% powierzchni gminy. Ich dna wypełniają osady pochodzenia rzecznego i organicznego, jak np. mady piaszczyste, lecz również mady gliniaste.
Ważnym komponentem środowiska geologicznego terenów gminy są torfy typu niskiego od zróżnicowanej miąższości (2–4,5 m). Torfowiska zlokalizowane są pomiędzy Czarnowem a Wężyskami w dolinie Odry oraz w rejonie miejscowości Czetowice w rynnach subglacjalnych. Ich łączna powierzchnia stanowi około 700 ha, a orientacyjne zasoby wynoszą 7000m³. Użytkowane są one jako łąki i pastwiska z uwagi na niską wartość energetyczną. W okolicach Retna znajdują się złoża ropy i gazu.
Gmina Krosno Odrzańskie oprócz wspomnianych surowców organicznych posiada również zasoby surowców mineralnych. Należą do nich złoża kruszywa naturalnego w Starym Raduszcu (kruszywo odpowiednie dla budownictwa). W okolicach Radnicy, w rejonie miejscowości Marcinowice, Osiecznica Gostchorze i Łochowice.
Według danych z roku 2002 gmina Krosno Odrzańskie ma obszar 211,52 km², w tym:
- użytki rolne: 32%
- użytki leśne: 47%

Gmina stanowi 15,22% powierzchni powiatu.

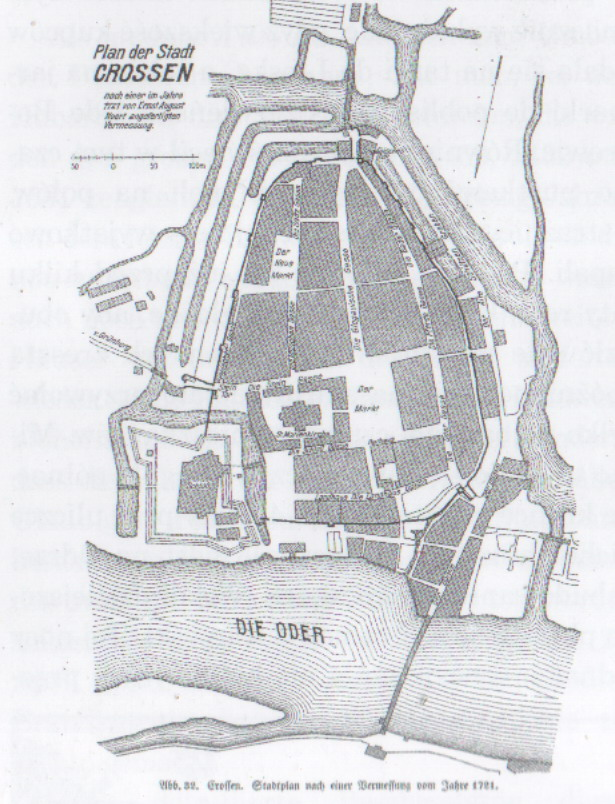
Krosno Odrzańskie plan miasta z 1721, orientacja południowa

## Demografia

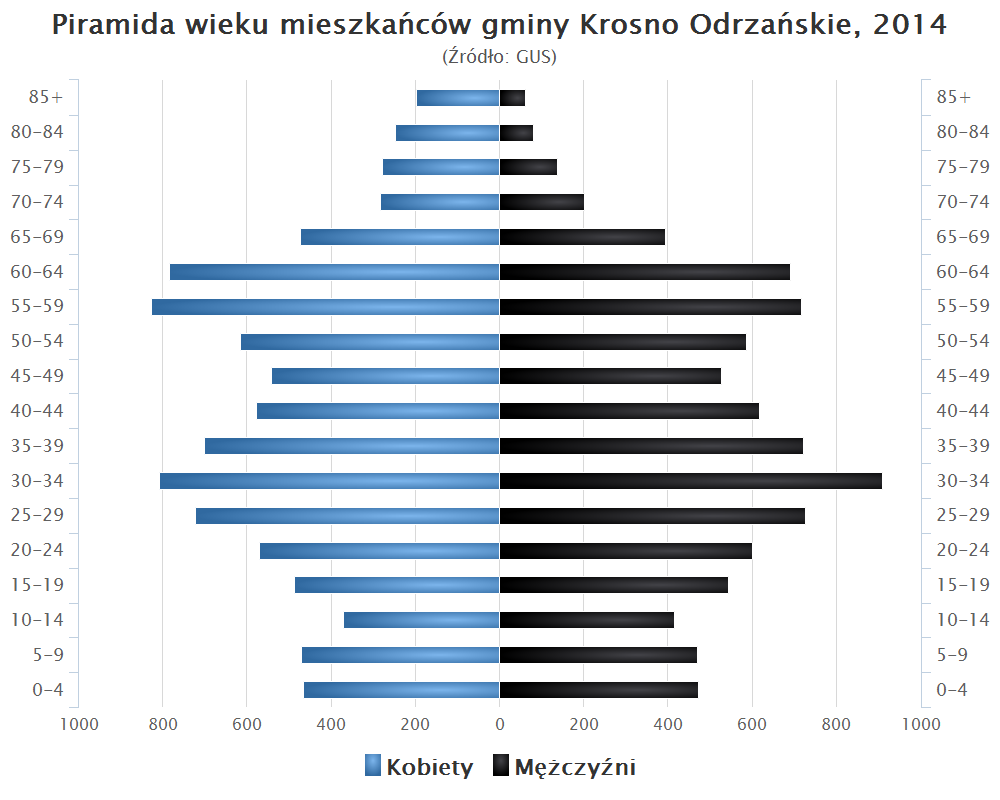
Piramida wieku mieszkańców gminy Krosno Odrzańskie w 2014 roku

Dane z 30 czerwca 2004:
| Opis                              | Ogółem | Ogółem | Kobiety | Kobiety | Mężczyźni | Mężczyźni |
| --------------------------------- | ------ | ------ | ------- | ------- | --------- | --------- |
| jednostka                         | osób   | %      | osób    | %       | osób      | %         |
| populacja                         | 18 610 | 100    | 9451    | 50,8    | 9159      | 49,2      |
| gęstość zaludnienia (mieszk./km²) | 88     | 88     | 44,7    | 44,7    | 43,3      | 43,3      |

## Sołectwa
Bielów, Brzózka, Chojna, Chyże, Czarnowo, Czetowice, Gostchorze, Kamień, Łochowice, Marcinowice, Nowy Raduszec, Osiecznica, Radnica, Retno, Sarbia, Strumienno, Szklarka Radnicka, Stary Raduszec, Wężyska.
Miejscowości bez statusu sołectwa: Morsko, Sarnie Łęgi.

## Sąsiednie gminy
Bobrowice, Bytnica, Czerwieńsk, Dąbie, Gubin, Maszewo